# Senador Alexandre Costa
Senador Alexandre Costa är en kommun i Brasilien.   Den ligger i delstaten Maranhão, i den östra delen av landet, 1 200 km norr om huvudstaden Brasília. Antalet invånare är 10 253.
Omgivningarna runt Senador Alexandre Costa är huvudsakligen savann. Runt Senador Alexandre Costa är det mycket glesbefolkat, med 6 invånare per kvadratkilometer.